# Fayard Nicholas
Fayard Nicholas (Alabama, 20 de outubro de 1914 — Los Angeles, 24 de janeiro de 2006) foi um coreógrafo, dançarino e ator norte-americano.